# Fred Durst
Fred Durst (* 20. srpna 1970, Jacksonville, Florida) je americký zpěvák, režisér, a herec. Je známý hlavně jako frontman americké nu-metalové skupiny Limp Bizkit a také jako velmi kontroverzní postava metalové hudby. Dosáhl 71. místa v hitparádě Top 100 Metal Vocalist of All Time. Po vystudování střední školy se živil v rodném Jacksonville jako tatér a měl také svůj vlastní tetovací salón.

## Kariéra
V roce 1994 založil společně se Samem Riversem a Johnem Ottem skupinu Limp Bizkit, do které vstoupil také kytarista Wes Borland a posléze v roce 1996 DJ Lethal z hip-hopové skupiny House of Pain. Fred režíroval většinu hudebních videoklipů své skupiny a také některé videoklipy jiných skupin jako třeba KoRn – Falling away from me nebo Deadsy – The key to Gramercy Park. Umístil se na 71. místě v hitparádě všech metalových zpěváků. Zahrál si několik vedlejších rolí v několika filmech a má vlastní nahrávací studio Flawless Records.

## Kontroverze
Už jeho texty budí velkou pozornost, v textech vulgarismy zrovna nešetří a i na koncertech rád rozděluje po svých spoluhráčích provokativní poznámky. Jeho hudbu často kritizují různí jiní metaloví umělci jako např. kytarista Zakk Wylde nebo celá skupina Slipknot, kde se frontman Corey Taylor nechal slyšet, že „Fred Durst je skvělý business-man, ale není to žádný umělec“.